# Labské Chrčice
Labské Chrčice jsou obec v okrese Pardubice v Pardubickém kraji. Žije zde 313 obyvatel.

## Historie
První písemná zmínka o obci pochází z roku 1436. V roce 1436 zapisuje císař Zikmund Sedleckému opatství tyto vsi: Tejnec-městečko, Selmice, Chrčice, Krakovany. V roce 1439 zapsány Chrčice (se zbožím Tejneckým) pánu Vaňkovi z Miletína. Kde nynější osada se nalézá, stával dvůr, náležející knížeti Soběslavu I. Chovali v něm chrty.
Je známý nález hliněného džbánku se 144 ks mincí z roku 1667 u studně poblíž č.p. 15.

## Obyvatelstvo
| Rok            | 1869 | 1880 | 1890 | 1900 | 1910 | 1921 | 1930 | 1950 | 1961 | 1970 | 1980 | 1991 | 2001 | 2011 | 2021 |
| -------------- | ---- | ---- | ---- | ---- | ---- | ---- | ---- | ---- | ---- | ---- | ---- | ---- | ---- | ---- | ---- |
| Počet obyvatel | 222  | 304  | 308  | 365  | 345  | 322  | 319  | 249  | 248  | 218  | 204  | 181  | 145  | 173  | 237  |
| Počet domů     | 32   | 40   | 46   | 50   | 55   | 57   | 64   | 66   | 63   | 62   | 62   | 69   | 73   | 80   | 110  |

## Obecní správa

### Obecní symboly
Znak a vlajka byly obci uděleny rozhodnutím předsedkyně Poslanecké sněmovny Parlamentu České republiky dne 26. května 2011.

## Pamětihodnosti
- Kovárna na návsi